# Eclissi solare dell'11 settembre 2007
L'eclissi solare dell'11 settembre 2007 è un evento astronomico che ha avuto luogo il suddetto giorno attorno alle ore 12:32 UTC.